# البنك العربي السوداني

البنك العربي السوداني هو بنك إسلامي في السودان، مملوك بالكامل لمجموعة البنك العربي. تأسس البنك عام 2008 وحصل على ترخيص من بنك السودان المركزي لتشغيل بنك إسلامي. يقع مقره الرئيسي في الخرطوم، ويقدم مجموعة متنوعة من الخدمات المصرفية المتوافقة مع الشريعة الإسلامية. 
معلومات إضافية:
التأسيس: حصلت مجموعة البنك العربي على ترخيص لتأسيس البنك في أغسطس 2008.
النوع: بنك إسلامي.
المقر الرئيسي: الخرطوم.
الخدمات: يقدم البنك مجموعة متنوعة من الخدمات المصرفية الإسلامية، بما في ذلك تمويل الشركات والحلول المالية للأفراد.
الهدف: يهدف البنك إلى تقديم خدمات مصرفية متكاملة وفق مبادئ الشريعة الإسلامية.

## التأسيس
البنك العربي السوداني مقره الرئيسي الخرطوم - السوق العربي - مكاتب الواحلة الطابق 11. وتم تأسيسه في عام 2008م وعدد العاملين فيه 50 عامل.

## ماكينات الصرف الألي
ماكينات الصرف الألي في ولاية الخرطوم :
1.فرع الخرطوم.
2.فرع الرياض.

## الفروع
ولاية الخرطوم :
1- الفرع الرئيسي موقعه شارع البلدية.
2- فرع الرياض  موقعه الخرطوم تقاطع شارع الستين مع المشتل.